# NGC 4616
NGC 4616 este o galaxie eliptică situată în constelația Centaurul. A fost descoperită în 5 iunie 1834 de către John Herschel. Se află la o distanță de 43,05 de megaparseci de Pământ.